# Incident d'instance
Un incident d'instance est un événement qui est considéré par les magistrats, souvent à la suite d'une demande d'une partie en ce sens, comme modifiant le proche déroulement de l'affaire qui leur a été soumise, qui ne devrait reprendre qu'après la prise en compte des faits dont il est question. Il peut survenir dans toute matière juridique et sera traité dans des formes similaires notamment que ce soit en matière civile ou pénale.

## Origine
Les incidents peuvent avoir deux origines :
- incident soulevé à l'initiative d'une partie à l'instance (ou d'un tiers qui demande à devenir partie) ; le juge décidant d'accepter ou non la demande qui lui a été faite, appelée demande incidente ;
- incident soulevé par la juridiction, à l'initiative du magistrat sur la base des textes légaux qui définissent ce type d'incident.

## Conséquences
Suivant les cas, l'instance est interrompue ou suspendue le temps que l'incident soit réglé. On parle de « suspension de l'instance ». Un acte de reprise d'instance s'ensuit.
Dans d'autres situations, l'instance peut être éteinte.

## Applications par pays

### France
En matière civile, le Code de procédure civile français liste quatre catégories d'incidents :
- la jonction ou disjonction d'instance ;
- l'interruption d'instance ;
- la suspension d'instance ;
- l'extinction de l'instance.